# Ooencyrtus
Ooencyrtus is een geslacht van vliesvleugeligen uit de familie Encyrtidae. De wetenschappelijke naam is gepubliceerd in 1900 door Ashmead.

## Soorten
Ooencyrtus omvat de volgende soorten:
- Ooencyrtus acamas Noyes, 2010
- Ooencyrtus acastus Trjapitzin, 1967
- Ooencyrtus acca Huang & Noyes, 1994
- Ooencyrtus acedes Noyes, 2010
- Ooencyrtus acestes Trjapitzin, 1967
- Ooencyrtus acus Huang & Noyes, 1994
- Ooencyrtus admetus Noyes, 2010
- Ooencyrtus adonis Huang & Noyes, 1994
- Ooencyrtus aemilius Noyes, 2010
- Ooencyrtus aeneas Huang & Noyes, 1994
- Ooencyrtus aesar Noyes, 2010
- Ooencyrtus aethes Hayat, 2006
- Ooencyrtus afer Prinsloo, 1987
- Ooencyrtus agalmatus Hayat, 2006
- Ooencyrtus agastus Hayat, 2006
- Ooencyrtus agraulus Hayat & Khan, 2007
- Ooencyrtus albicrus Prinsloo, 1987
- Ooencyrtus alboantennatus (Subba Rao, 1971)
- Ooencyrtus aleaus Noyes, 2010
- Ooencyrtus alpes Noyes, 2010
- Ooencyrtus alvaroi Noyes, 2010
- Ooencyrtus anabrivorus Gahan, 1942
- Ooencyrtus anasae (Ashmead, 1887)
- Ooencyrtus angolensis Prinsloo, 1987
- Ooencyrtus antares Hayat, 2006
- Ooencyrtus aphidius (Dang & Wang, 2002)
- Ooencyrtus ascalaphi Hoffer, 1970
- Ooencyrtus australiensis (Girault, 1915)
- Ooencyrtus austrinus Prinsloo, 1987
- Ooencyrtus azai Noyes, 2010
- Ooencyrtus azofeifai Noyes, 2010
- Ooencyrtus azul Prinsloo, 1987
- Ooencyrtus azureus (Mercet, 1921)
- Ooencyrtus bacchus Huang & Noyes, 1994
- Ooencyrtus bambeyi (Risbec, 1954)
- Ooencyrtus bedfordi Prinsloo, 1987
- Ooencyrtus belus Huang & Noyes, 1994
- Ooencyrtus berytus Noyes, 2010
- Ooencyrtus beya Noyes, 2010
- Ooencyrtus bicolor Girault, 1915
- Ooencyrtus blastothricoide De Santis, 1988
- Ooencyrtus borata Noyes, 2010
- Ooencyrtus boreas Huang & Noyes, 1994
- Ooencyrtus brisea Noyes, 2010
- Ooencyrtus brunneipes Noyes, 1978
- Ooencyrtus bucculatrix (Howard, 1883)
- Ooencyrtus bukula Noyes, 2010
- Ooencyrtus californicus Girault, 1917
- Ooencyrtus caligo Noyes, 1985
- Ooencyrtus calpodicus Noyes, 1985
- Ooencyrtus camerounensis (Risbec, 1956)
- Ooencyrtus caribeus Noyes, 1985
- Ooencyrtus castneus Noyes, 1985
- Ooencyrtus caurus Huang & Noyes, 1994
- Ooencyrtus ceatotis Noyes, 2010
- Ooencyrtus cereicornis Szelényi, 1972
- Ooencyrtus ceres Huang & Noyes, 1994
- Ooencyrtus cervantesi (Girault, 1923)
- Ooencyrtus charas Noyes, 2010
- Ooencyrtus charisma Noyes, 2010
- Ooencyrtus charybidis Noyes, 2010
- Ooencyrtus chloe Noyes, 2010
- Ooencyrtus cinctus Prinsloo, 1987
- Ooencyrtus circe Huang & Noyes, 1994
- Ooencyrtus cirinae Prinsloo, 1987
- Ooencyrtus clanius Noyes, 2010
- Ooencyrtus clavatus Sushil & Khan, 1995
- Ooencyrtus clio Huang & Noyes, 1994
- Ooencyrtus clisiocampae (Ashmead, 1893)
- Ooencyrtus clotho Huang & Noyes, 1994
- Ooencyrtus congensis Prinsloo, 1987
- Ooencyrtus conops Noyes, 2010
- Ooencyrtus consona Noyes, 2010
- Ooencyrtus corbetti Ferrière, 1931
- Ooencyrtus corei Trjapitzin, 1979
- Ooencyrtus corinna Noyes, 2010
- Ooencyrtus coroebus Noyes, 2010
- Ooencyrtus crassulus Prinsloo & Annecke, 1978
- Ooencyrtus crepana Noyes, 2010
- Ooencyrtus cretatus Prinsloo, 1987
- Ooencyrtus cybele Huang & Noyes, 1994
- Ooencyrtus dakshina Hayat, 2006
- Ooencyrtus daphne Huang & Noyes, 1994
- Ooencyrtus daritshevae Myartseva, 1981
- Ooencyrtus deianira Noyes, 2010
- Ooencyrtus delatus Noyes, 2010
- Ooencyrtus delobella Noyes, 2010
- Ooencyrtus demodoci (Risbec, 1951)
- Ooencyrtus desdemona Noyes, 2010
- Ooencyrtus destructor (Perkins, 1906)
- Ooencyrtus dichromus (Perkins, 1906)
- Ooencyrtus dictyoplocae Sharkov, 1995
- Ooencyrtus dione Huang & Noyes, 1994
- Ooencyrtus dipterae (Risbec, 1951)
- Ooencyrtus dis Huang & Noyes, 1994
- Ooencyrtus distatus Prinsloo, 1987
- Ooencyrtus dryas Huang & Noyes, 1994
- Ooencyrtus eburon Noyes, 2010
- Ooencyrtus edessa Noyes, 2010
- Ooencyrtus egeria Huang & Noyes, 1994
- Ooencyrtus elea Noyes, 2010
- Ooencyrtus elissa Huang & Noyes, 1994
- Ooencyrtus endymion Huang & Noyes, 1994
- Ooencyrtus ennomophagus Yoshimoto, 1975
- Ooencyrtus epilachnae Annecke, 1965
- Ooencyrtus erdoesi (Hoffer, 1970)
- Ooencyrtus erebus Huang & Noyes, 1994
- Ooencyrtus eulia Noyes, 2010
- Ooencyrtus euxoae (Girault, 1927)
- Ooencyrtus eversi Noyes, 1985
- Ooencyrtus exallus Prinsloo, 1987
- Ooencyrtus farooquii Sushil & Khan, 1995
- Ooencyrtus fasciatus (Mercet, 1921)
- Ooencyrtus faunus Noyes, 2010
- Ooencyrtus fecundus Ferrière & Voegelé, 1961
- Ooencyrtus ferrierei Shafee, Alam & Agarwal, 1975
- Ooencyrtus flavipes (Timberlake, 1920)
- Ooencyrtus flavipterus (Noyes, 1980)
- Ooencyrtus forulus Noyes, 2010
- Ooencyrtus fulvipes Hoffer, 1963
- Ooencyrtus furius Noyes, 2010
- Ooencyrtus galba Noyes, 2010
- Ooencyrtus garisa Noyes, 2010
- Ooencyrtus gelonus Noyes, 2010
- Ooencyrtus georyx Noyes, 2010
- Ooencyrtus glyco Noyes, 2010
- Ooencyrtus gonoceri Viggiani, 1971
- Ooencyrtus gravis (Nees, 1834)
- Ooencyrtus guamensis Fullaway, 1946
- Ooencyrtus guerrierii Noyes, 2010
- Ooencyrtus hera Huang & Noyes, 1994
- Ooencyrtus hercle Huang & Noyes, 1994
- Ooencyrtus homoeoceri (Risbec, 1951)
- Ooencyrtus hortensa Noyes, 2010
- Ooencyrtus hyalinipennis (Dodd, 1917)
- Ooencyrtus hymen Huang & Noyes, 1994
- Ooencyrtus icarus Huang & Noyes, 1994
- Ooencyrtus ilion Huang & Noyes, 1994
- Ooencyrtus inconspicuus (Girault, 1915)
- Ooencyrtus indefinitus Myartseva, 1982
- Ooencyrtus indi Noyes, 2010
- Ooencyrtus infelix Noyes, 2010
- Ooencyrtus ingua Noyes, 2010
- Ooencyrtus insignis Prinsloo, 1987
- Ooencyrtus iris Huang & Noyes, 1994
- Ooencyrtus isabellae Guerrieri & Noyes, 2011
- Ooencyrtus iulus Huang & Noyes, 1994
- Ooencyrtus ixion Huang & Noyes, 1994
- Ooencyrtus javanicus Mercet, 1922
- Ooencyrtus jeani Noyes & Prinsloo, 1998
- Ooencyrtus johnsoni (Howard, 1898)
- Ooencyrtus junoobi Hayat & Khan, 2007
- Ooencyrtus keralensis Hayat & Prathapan, 2010
- Ooencyrtus kerriae Hayat, 2003
- Ooencyrtus krasilnikovae (Myartseva, 1979)
- Ooencyrtus kuvanae (Howard, 1910)
- Ooencyrtus kyra Noyes, 2010
- Ooencyrtus lacteiclavus Girault, 1932
- Ooencyrtus laius Noyes, 2010
- Ooencyrtus lamborni Waterston, 1916
- Ooencyrtus larvarum (Girault, 1919)
- Ooencyrtus latiscapus Gahan, 1927
- Ooencyrtus leander Huang & Noyes, 1994
- Ooencyrtus leogyna Noyes, 2010
- Ooencyrtus libitina Huang & Noyes, 1994
- Ooencyrtus longivenosus Xu & He, 1996
- Ooencyrtus lucens Huang & Noyes, 1994
- Ooencyrtus lucina Huang & Noyes, 1994
- Ooencyrtus lupercus Huang & Noyes, 1994
- Ooencyrtus lyaeus Huang & Noyes, 1994
- Ooencyrtus lycia Noyes, 2010
- Ooencyrtus lyras Noyes, 2010
- Ooencyrtus macula Huang & Noyes, 1994
- Ooencyrtus maenas Huang & Noyes, 1994
- Ooencyrtus maender Noyes, 2010
- Ooencyrtus maera Noyes, 2010
- Ooencyrtus maevius Noyes, 2010
- Ooencyrtus major (Perkins, 1906)
- Ooencyrtus manii Huang & Noyes, 1994
- Ooencyrtus marcelloi Guerrieri & Noyes, 2010
- Ooencyrtus marimba Noyes, 2010
- Ooencyrtus mars Huang & Noyes, 1994
- Ooencyrtus masicus Noyes, 2010
- Ooencyrtus masii (Mercet, 1921)
- Ooencyrtus masneri Noyes, 2010
- Ooencyrtus melia Noyes, 2010
- Ooencyrtus mesasiaticus (Gordh & Trjapitzin, 1978)
- Ooencyrtus metallicus Girault, 1914
- Ooencyrtus midas Huang & Noyes, 1994
- Ooencyrtus mimus Prinsloo, 1987
- Ooencyrtus minax Noyes, 2010
- Ooencyrtus minerva Huang & Noyes, 1994
- Ooencyrtus minnae Myartseva, 1988
- Ooencyrtus minor (Perkins, 1906)
- Ooencyrtus minutus (Girault, 1915)
- Ooencyrtus moneilemae Gahan, 1925
- Ooencyrtus musa Huang & Noyes, 1994
- Ooencyrtus nanus Prinsloo, 1987
- Ooencyrtus nepos Noyes, 2010
- Ooencyrtus neptunus Huang & Noyes, 1994
- Ooencyrtus neustriae Mercet, 1925
- Ooencyrtus nexus Noyes, 2010
- Ooencyrtus nezarae Ishii, 1928
- Ooencyrtus nigerrimus Ferrière & Voegelé, 1961
- Ooencyrtus nigricorpus (Girault, 1915)
- Ooencyrtus notodontae (Mayr, 1876)
- Ooencyrtus obscurus (Mercet, 1921)
- Ooencyrtus ooii Noyes, 1991
- Ooencyrtus orielus Noyes, 2010
- Ooencyrtus ovidivorus (Girault, 1925)
- Ooencyrtus pacificus Waterston, 1915
- Ooencyrtus pallidipes (Ashmead, 1904)
- Ooencyrtus pamirensis Myartseva, 1984
- Ooencyrtus pantnagarensis Sushil & Khan, 1995
- Ooencyrtus papilionidis (Girault, 1932)
- Ooencyrtus papilionis Ashmead, 1905
- Ooencyrtus paratachardinae Hayat, Schroer & Pemberton, 2010
- Ooencyrtus parvatianus Hayat & Khan, 2007
- Ooencyrtus peechianus Hayat, 2006
- Ooencyrtus pergama Noyes, 2010
- Ooencyrtus pericles Noyes, 2010
- Ooencyrtus persa Noyes, 2010
- Ooencyrtus phaneta Noyes, 2010
- Ooencyrtus philopapilionis Liao, 1987
- Ooencyrtus phoebi Huang & Noyes, 1994
- Ooencyrtus phongi Trjapitzin, Myartseva & Kostjukov, 1977
- Ooencyrtus phymatidivorus Sushil & Khan, 1995
- Ooencyrtus piezodori (Risbec, 1951)
- Ooencyrtus pilosus Huang & Noyes, 1994
- Ooencyrtus pindarus Huang & Noyes, 1994
- Ooencyrtus pinguis Noyes, 1985
- Ooencyrtus pinicolus (Matsumura, 1926)
- Ooencyrtus pityocampae (Mercet, 1921)
- Ooencyrtus plautus Huang & Noyes, 1994
- Ooencyrtus podontiae Gahan, 1922
- Ooencyrtus polyphagus (Risbec, 1951)
- Ooencyrtus populicola Myartseva, 1995
- Ooencyrtus prenidis Gahan, 1944
- Ooencyrtus proetus Noyes, 2010
- Ooencyrtus proximus (Mercet, 1921)
- Ooencyrtus puparum Prinsloo, 1987
- Ooencyrtus quercicola Erdös, 1961
- Ooencyrtus quibus Noyes, 2010
- Ooencyrtus reducea Noyes, 2010
- Ooencyrtus rigemae (Risbec, 1951)
- Ooencyrtus risbeci Prinsloo, 1987
- Ooencyrtus rufogaster (Risbec, 1955)
- Ooencyrtus saccharalis (Gordh & Trjapitzin, 1978)
- Ooencyrtus salicinus (Erdös, 1957)
- Ooencyrtus segestes Trjapitzin, 1965
- Ooencyrtus seles Noyes, 2010
- Ooencyrtus selinus Noyes, 2010
- Ooencyrtus semirame Noyes, 2010
- Ooencyrtus senegalensis (Risbec, 1951)
- Ooencyrtus sesbaniae Risbec, 1959
- Ooencyrtus shakespearei (Girault, 1923)
- Ooencyrtus simpliciscapus (Girault, 1915)
- Ooencyrtus sinis Prinsloo, 1987
- Ooencyrtus smirnovi Myartseva, 1986
- Ooencyrtus solidus Khlopunov, 1981
- Ooencyrtus solisi Noyes, 2010
- Ooencyrtus sorkula Noyes, 2010
- Ooencyrtus sphingidarum Timberlake, 1941
- Ooencyrtus suada Noyes, 2010
- Ooencyrtus submetallicus (Howard, 1897)
- Ooencyrtus sucro Noyes, 2010
- Ooencyrtus swezeyi Fullaway, 1946
- Ooencyrtus syrphidis Noyes, 1985
- Ooencyrtus tamira Noyes, 2010
- Ooencyrtus tardus (Ratzeburg, 1844)
- Ooencyrtus taverneae Noyes, 2010
- Ooencyrtus telenomicida (Vassiliev, 1904)
- Ooencyrtus thaiensis Hayat, Schroer & Pemberton, 2010
- Ooencyrtus tibialis Myartseva, 1982
- Ooencyrtus tricolor (Girault, 1915)
- Ooencyrtus tumidiclava Hayat & Khan, 2007
- Ooencyrtus unicus Prinsloo, 1987
- Ooencyrtus uniformis Zhang, Li & Huang, 2005
- Ooencyrtus urania Huang & Noyes, 1994
- Ooencyrtus ustica Noyes, 2010
- Ooencyrtus utetheisae (Risbec, 1951)
- Ooencyrtus utpradianus Hayat, 2008
- Ooencyrtus uturna Noyes, 2010
- Ooencyrtus vagus Mercet, 1921
- Ooencyrtus valcanus Huang & Noyes, 1994
- Ooencyrtus venatorius De Santis & Vidal Sarmiento, 1976
- Ooencyrtus ventralis (Masi, 1917)
- Ooencyrtus vertumnus Huang & Noyes, 1994
- Ooencyrtus vesta Huang & Noyes, 1994
- Ooencyrtus vinulae (Masi, 1909)
- Ooencyrtus xanthogaster (Girault, 1915)
- Ooencyrtus xiloe Noyes, 2010
- Ooencyrtus xylon Noyes, 2010
- Ooencyrtus yabe Noyes, 2010
- Ooencyrtus yoshidai Noyes & Hirose, 1997
- Ooencyrtus ypsilon Noyes, 2010